# Lucky (cançó)
"Lucky" és una cançó de Radiohead, publicada al seu tercer àlbum d'estudi OK Computer. El desembre de 1997 es va publicar com a senzill exclusivament a França.
La cançó s'escollí com una de les de l'àlbum compilació Radiohead: The Best Of.

## Gravació i llançament
El 1995, els cinc membres de Radiohead estaven en una gira per promocionar el seu segon àlbum The Bends. El guitarrista Ed O'Brien, fent les proves de so d'alguns concerts al Japó el juny de 1995, va improvisar el rasgueig de notes agudes de la guitarra, que acabaria per formar una cançó setmanes després. Mentrestant, el productor musical Brian Eno va proposar a Radiohead que contribuís amb The Help Album, un àlbum de diversos artistes que volia ajudar els nens afectats per la guerra de Bòsnia. Les sessions d'enregistrament de The Help Àlbum havien de durar un sol dia, el 4 de setembre de 1995, i l'àlbum havia de ser publicat ràpidament aquella mateixa setmana. Enregistrar "Lucky" va suposar unes cinc hores de gravació amb el productor Nigel Godrich. Segons els mateixos membres de la banda, "Lucky" era la millor cançó que mai havien enregistrat fins llavors.

## Llista de cançons
| 1. | «Lucky»                                      | 4:19 |
| 2. | «Meeting in the Aisle»                       | 3:10 |
| 3. | «Climbing Up the Walls» (Fila Brazillia Mix) | 6:24 |